# Municipio de McKinley (condado de Polk)
El municipio de McKinley (en inglés, McKinley Township) es una subdivisión territorial del condado de Polk, Misuri, Estados Unidos. Según el censo de 2020, tiene una población de 563 habitantes.
Abarca una zona mayoritariamente rural.

## Geografía
Está ubicado en las coordenadas 37°45′7″N 93°19′47″O / 37.75194, -93.32972. Según la Oficina del Censo de los Estados Unidos, tiene una superficie total de 100.07 km², de la cual 98.41 km² corresponden a tierra firme y 1.66 km² es agua.

## Demografía
Según el censo de 2020, hay 563 personas residiendo en la zona. La densidad de población es de 5,72 hab./km². El 95.56% de los habitantes son blancos, el 0.53% son afroamericanos, el 0.89% son amerindios y el 3.02% son de una mezcla de razas. Del total de la población, el 1.24% son hispanos o latinos de cualquier raza.